# Składowisko Odpadów Komunalnych Miasta Poznania

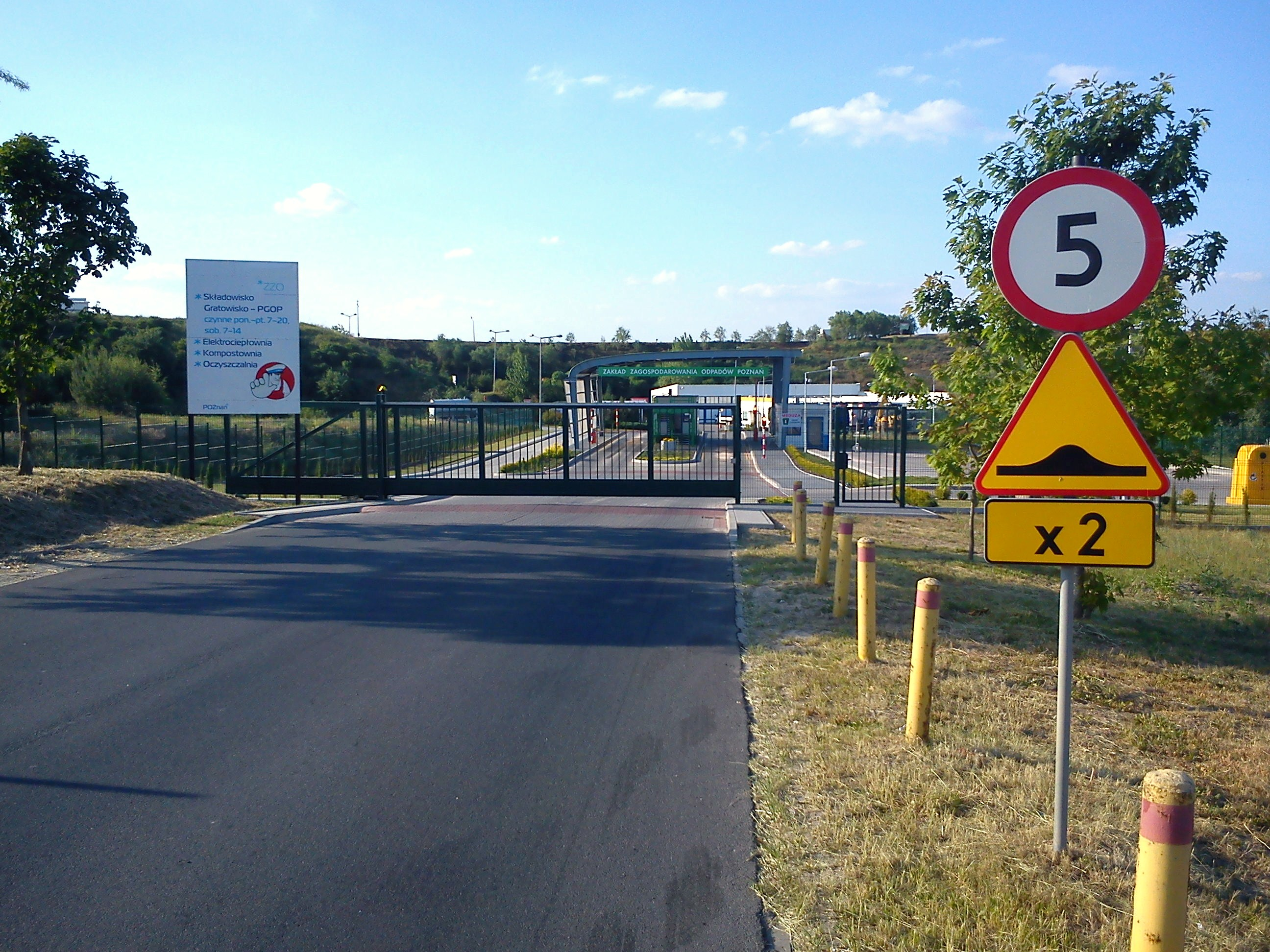
Główny wjazd

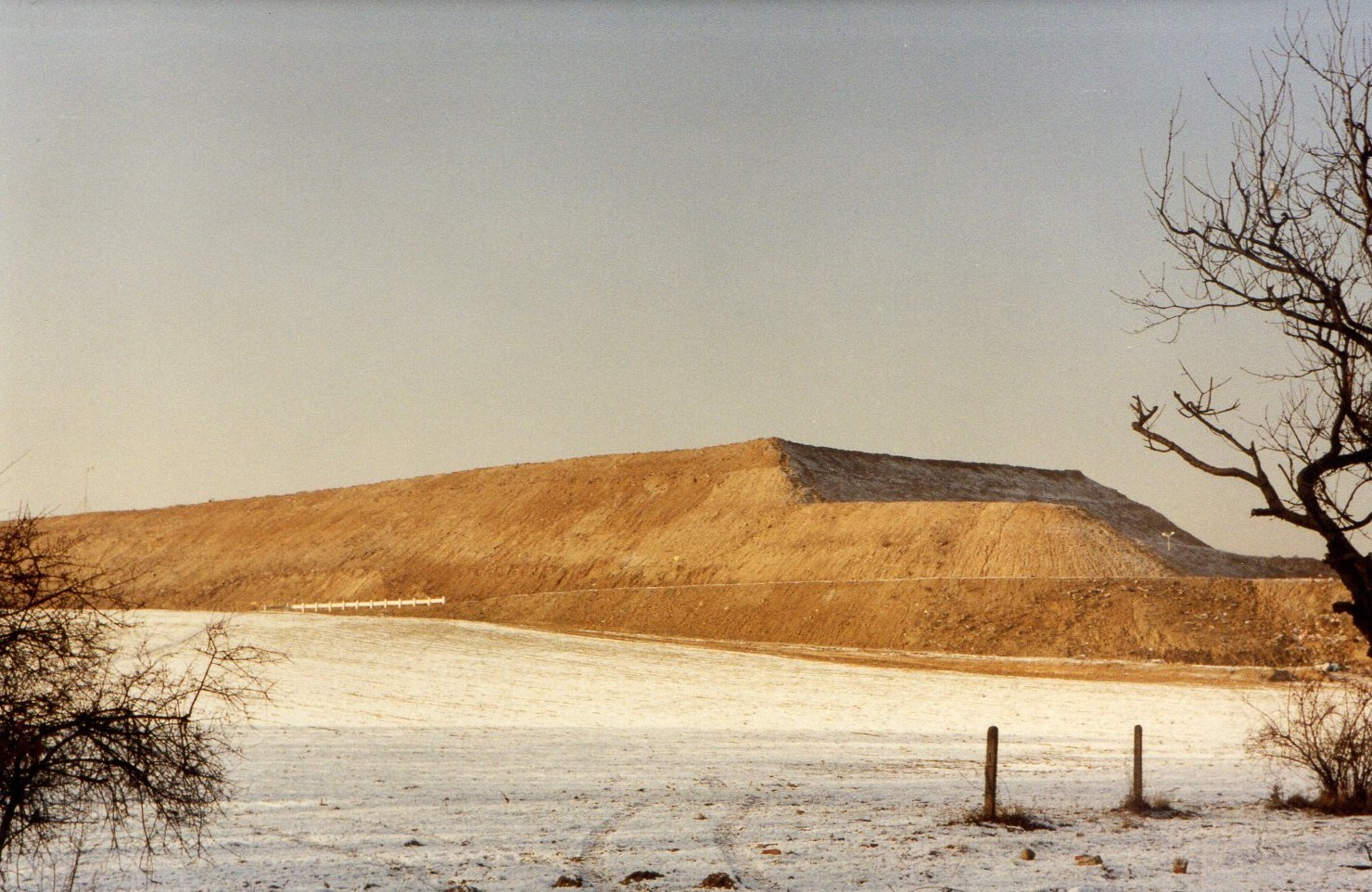
Rozbudowa wysypiska - 1993

Składowisko Odpadów Komunalnych Miasta Poznania - duże składowisko odpadów, zlokalizowane na granicy Poznania i Suchego Lasu (większość znajduje się na terenie gminy Suchy Las). Gestorem wysypiska jest Zakład Zagospodarowania Odpadów w Poznaniu. Obiekt sąsiaduje z Moraskiem w Poznaniu i poligonem w Biedrusku. W pobliżu znajduje się Góra Moraska i Rezerwat przyrody Meteoryt Morasko.

## Charakter
Składowisko określa się, z punktu widzenia prawa, jako składowisko odpadów innych niż niebezpieczne i obojętne, czyli z gospodarstw domowych i od innych wytwórców, nie wytwarzających substancji niebezpiecznych. Obiekt otwarto w 1984. Powierzchnia wynosi (2010) 48,7553 ha, pojemność docelowa to 5,36 miliona m³ śmieci. W ramach wysypiska działa elektrownia biogazowa służąca zagospodarowaniu powstającego wewnątrz składowiska metanu. Całość ma postać, długiego na około 500 m, wału o wysokości około 20 m.
W ramach składowiska planowane jest wybudowanie biokompostowni na 30.000 ton odpadów biodegradowalnych rocznie, w tym 18.000 ton odpadów zielonych i 12.000 ton odpadów kuchennych.

## Przyroda

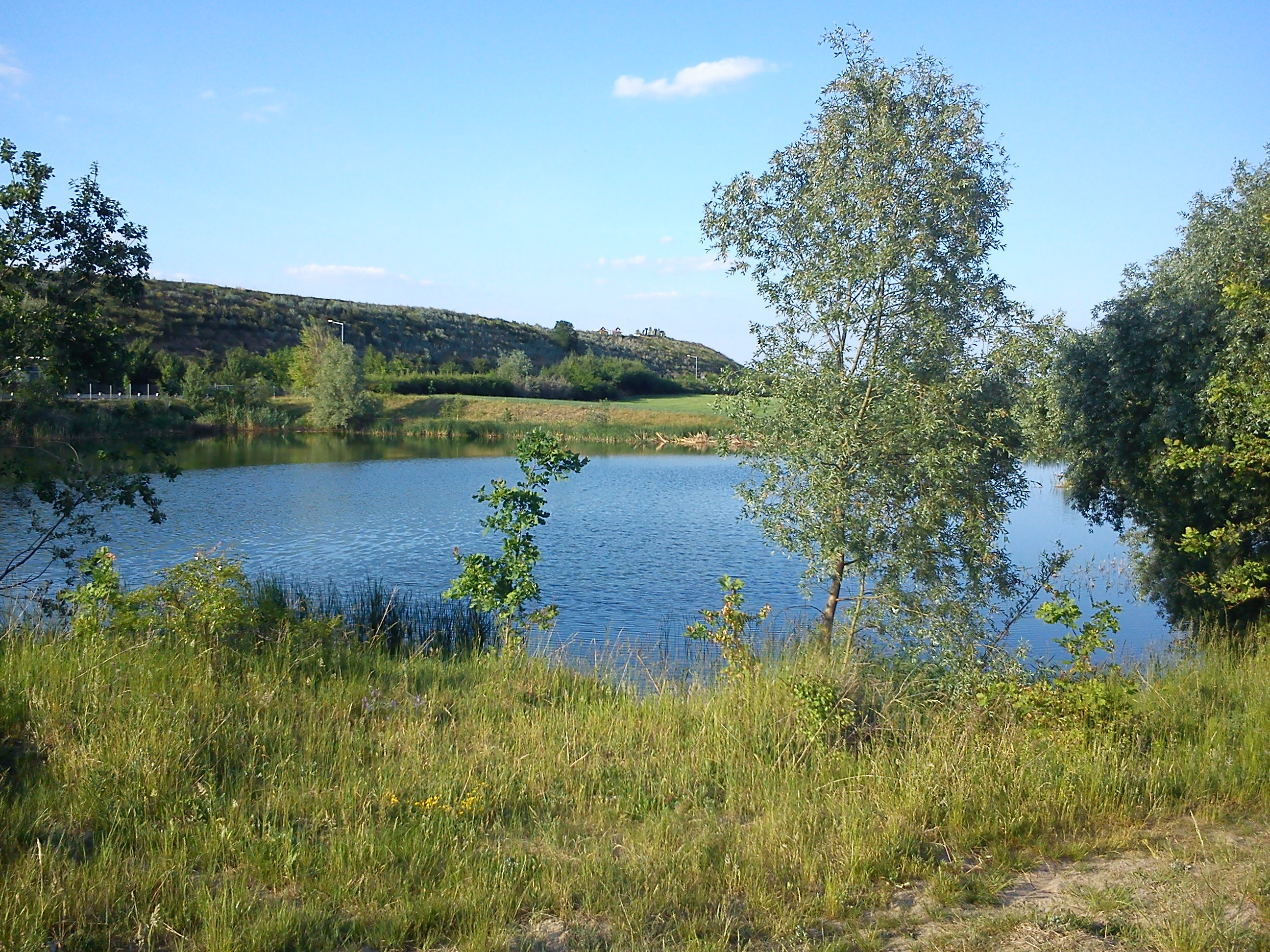
Staw przy wjeździe

Teren składowiska jest interesujący przyrodniczo. Występują tu takie gatunki ptaków jak: mewa śmieszka, mewa srebrzysta i mewa pospolita. Żyją także krukowate i żurawie oraz niektóre gatunki drapieżne. Po wschodniej stronie bramy wjazdowej istnieje niewielki stawek. Spływają doń wody opadowe z hałdy wysypiska. Nie jest ono jednak zanieczyszczone, stanowi natomiast siedlisko zróżnicowanych gatunków, takich jak: rdestnice, rogatki i wywłóczniki. Rośnie także: grążel żółty, włosienicznik krążkolistny, pałka szerokolistna i jeżogłówka gałęzista. Z ryb żyją płoć i wzdręga oraz liny. Amur biały i karp jest tutaj sztucznie wprowadzany dla wędkarzy. Z owadów licznie mnożą się ważki (łątka dzieweczka, żagniczka skryta, żagnica ruda, husarz mniejszy i przeniela dwuplama). Z płazów występują: grzebiuszka ziemna, kumak nizinny, żaba wodna i ropucha zielona. W płytkich kałużach na szczycie hałdy odkryto w 1994, najbardziej interesującego płaza tego terenu - ropuchę paskówkę. Po zdrenowaniu szczytu, siedlisko zanikło, ale staraniem Towarzystwa Salamandra przeniesiono kijanki tego gatunku do innych zbiorników wodnych w okolicy.